# نیکوپول، بلغارستان

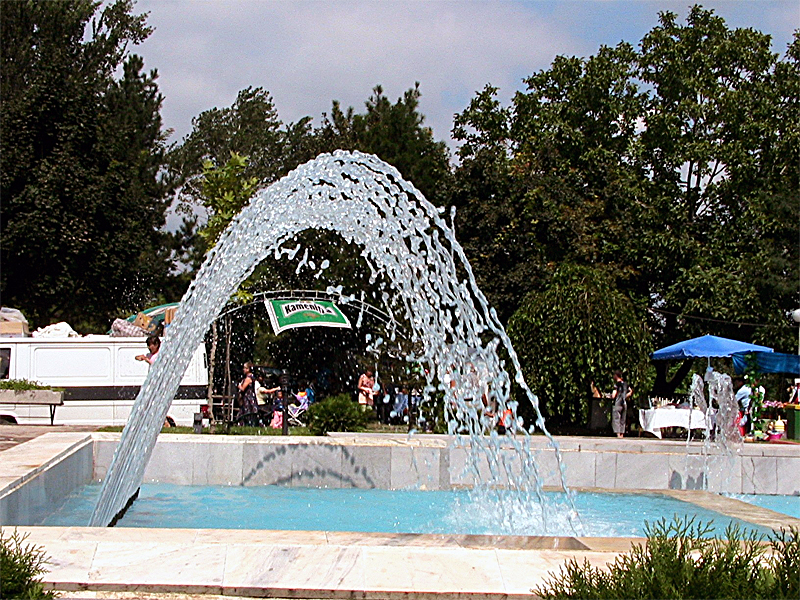
این آب‌نما در میدان مرکزی نیکوپل روبروی ساختمان شهرداری است. همچنین کافه‌های کوچکی در این نزدیکی وجود دارد و رودخانهٔ دانوب نیز حدود ۱۰۰ یارد دورتر است. - ۲۰۰۶

نیکوپول شهری در استان پلون کشور بلغارستان است که جمعیت آن در سال ۲۰۰۱ میلادی ۴٬۷۵۸ نفر بوده‌است.